# Легат Данило Бата Стојковић
Легат Данило Бата Стојковић се налази у склопу амфитеатра који носи његово име. Садржи ствари које је Стојковић користио и волео, награде које је освајао и детаље из новина, представа и филмова.

## Историја
Поводом двадесет година од смрти југословенског и српског глумца Данила Бате Стојковића, у истоименом амфитеатру у Врњачкој Бањи, заменик председника општине Иван Џатић је свечано 2022. године отворио Спомен собу у присуству Милана Михаиловића, Бранке Петрић и Радмиле Павловић која је са Тамаром Ловрић за легат поклонила наслеђене ствари од глумца. Меморијална радна соба садржи Стојковићеве личне ствари, одело, кравате, сако, муштиклу и лулу, пепељару, као и ствари из Атељеа 212 – кишобран и штап, књиге које је волео да чита, његову омиљену фотељу, исечке из новина, фотографије из снимљених филмова, позоришних представа, као и један број награда и признања. Спомен соба симболизује везу глумца и српске бање јер је био чест њихов гост, пуних десет година је одмор проводи тамо увек у августу на Фестивалу филмског сценарија. Зато се од 2010. године традиционално почетком августа одржавају „Дани Бате Стојковић”, а и један мост преко Врњачке реке је назван по филму Ко то тамо пева. У Парку глумаца су посађена стабла намењена познатим глумцима међу којима је и он. Такође, у Врњачкој Бањи је основано Удружење „Данило Бата Стојковић”.